# Caoine
Caoine (čti kýn) je gaelský výraz pro tradiční truchlení nebo pohřební zpěvy, které se konaly na pohřbech ve starém Irsku a Skotsku. Často pozůstalí najali nějakou místní starší ženu, která žalozpěv zahajovala, a postupně se k ní přidávali příbuzní a přátelé zesnulého. Caoine je jedním z typů tzv. „Mouth Music“ – zpěvu, při kterém se slova písně nevybírají podle smyslu, ale podle toho, jak svým zněním utvářejí nápěv.
Je možné, že termín caoine přenesli do gaelštiny mnichové z hebrejštiny (která má pro žalozpěv označení kinah).